# Sul (Eritreia)
Sul (Debub) é uma região (zoba) da Eritreia, sua capital é a cidade de Mendefera.